# 王謙 (1946年)
王谦（1946年3月—），男，河北深泽人，中国人民解放军将领、中国人民解放军中将。

## 生平
1965年8月，参加中国人民解放军。1965年8月至1970年5月，为第四军医大学医疗系学员。1969年7月加入中国共产党。1970年5月至1974年1月，任云南保山军分区后勤部卫生科助理员。1974年1月至1980年2月，任云南德宏军分区后勤部卫生科助理员。1980年2月至1983年2月，任昆明军区后勤部卫生部组织计划科助理员、卫勤训练科副科长，1983年2月至1984年8月，任昆明军区后勤部卫生部卫勤训练处处长。1984年8月至1985年9月，任昆明军区后勤部卫生部副部长。1985年9月至1988年7月，任昆明军区军医学校副校长。1988年7月至1990年12月，任解放军总后勤部医学专科学校副校长。1990年12月至1992年9月，任解放军总后勤部卫生部科技训练处处长。1992年9月至1995年5月，任解放军总后勤部卫生部科技训练局局长。1995年5月至1996年3月，任解放军第三军医大学副校长。
1996年3月至1997年10月，任解放军第三军医大学校长。1996年7月晋升为少将军衔。1997年10月至2002年1月，任解放军第三军医大学校长。2002年1月，起任解放军总后勤部副部长、总后勤部党委委员。2003年，授予中国人民解放军中将。2008年，担任全国人大代表。
此外他还是中共第十六届中央候补委员。